# Vânători-Neamţ
Vânători-Neamţ é uma comuna romena localizada no distrito de Neamţ, na região de Moldávia. A comuna possui uma área de 167.31 km² e sua população era de 8679 habitantes segundo o censo de 2007.